# Gistellis
Gistellis was een kasteel in het Nederlandse dorp Kapelle, provincie Zeeland. Het kasteel stond direct ten westen van het kasteel Bruëlis.

## Geschiedenis
Wie het kasteel heeft gesticht is niet bekend, maar vermoedelijk was het een van de leden van de Vlaamse familie Van Gistel. Volgens de 17e-eeuwse auteur Mattheus Smallegange was het Gerard van Gistel die het kasteel had gebouwd. Deze Gerard trouwde in 1499 met de erfdochter van het geslacht Van Maalstede, eigenaar van het op korte afstand gelegen slot Maalstede. Vondsten die zijn gedaan in 1967 wijzen echter op een stichting in de 14e eeuw.
De familie Van Gistel zou tot begin 17e eeuw het kasteel bewonen.
Waarschijnlijk is Gistellis eind 18e of begin 19e eeuw afgebroken. De slotgracht bleef nog tot begin 20e eeuw in gebruik als veedrinkput.

## Beschrijving
Volgens een plattegrond uit 1695 was Gistellis ongeveer 18 bij 9 meter groot. Het omgrachte kasteel bestond uit een zaalbouw met een vierkante toren en een traptoren. Er waren stallen en een kookhuis. Het kasteel was relatief klein en is wellicht vooral als jachtslot of buitenhuis gebruikt.
In 1967 zijn door de ROB de restanten van de slotgracht en de kasteelfunderingen aangetroffen. De bakstenen en muurdikte wijzen er op dat het kasteel in de 14e eeuw is gesticht.
Aldegonde · Kasteel van Axel · Baarland · Baarsdorp · Barbestein · Biervliet · Bieweg · Blodenburg · Huis der Boede · Brijdorpe · Bruëlis · 't Burchtje · Burggravensteen · Buttinge · Coxijde · Crayenstein · Duinbeek · Duivelsberg · Ellewoutsdijk · Filippenburg · Geersdijk · Gistellis · Gravenhof · Slot Haamstede · Kasteel Hellenburg · Herkestein · Heuvelsweg · Hoge Huis · Ter Hooge · Hoogkamer · Kats · Kind van Trente · Kleverskerke · Kortgene · Kreke · Kruiningen · Laterdale · Lodijke · Maalstede (Hulst) · Maalstede (Kapelle) · Magdalon · Hof Ter Moere · Moermond · Te Mortiere · Muiden · Hof ter Nisse (Nisse) · Hof ter Nisse (Ossenisse) · Oostende · Oostende (Goes) · Oosterstein · Poelvoorde · Poortvliet · Popkensburg · De Pottere · Poucques · Pronkenburg · Ravenstein · Saeftingher Slot · Kasteel van Sint-Maartensdijk · Schengen · Sluis · Smallegange · Stavenisse · Tolhuis van Iersekeroord · Huus ter Tolne · Torenberg · Torenhoeve · Toren van Bourgondië · Troye · Valkenisse · Vinninghen · Vlissingen · Voorhoute · Waarde · Watervliet · Weldamme · Welland · Huis te Werf · Te Werve · Westenschouwen · Westhove · Westkerke · Windenburg · Zandenburg · Zwanenburg